# Pocono 500 (IndyCar)
Pocono 500 (no Brasil:Grande Prêmio de Pocono) foi uma corrida da IndyCar Series disputada na Pocono Raceway, na cidade de Long Pond, Pennsylvania. 

## Poles e Vencedores

### USAC Championship Car (1971-1981)
| Ano  | Data        | Evento                     | Pole            | Vencedor          | Vencedor                    | Vencedor  | Vencedor | Distância Corrida | Distância Corrida | Duração | Velocidade Média(km/h) |
| Ano  | Data        | Evento                     | Pole            | Piloto            | Equipe                      | Chassi    | Motor    | Voltas            | km                | Duração | Velocidade Média(km/h) |
| ---- | ----------- | -------------------------- | --------------- | ----------------- | --------------------------- | --------- | -------- | ----------------- | ----------------- | ------- | ---------------------- |
| 1971 | 3 de julho  | Schaefer 500               | Mark Donohue    | Mark Donohue      | Penske Racing               | McLaren   | Offy     | 200               | 804,672           | 3:36:22 | 223,134                |
| 1972 | 29 de julho | Schaefer 500               | Bobby Unser     | Joe Leonard       | Vel’s Parnelli Jones Racing | Parnelli  | Offy     | 200               | 804,672           | 3:13:49 | 249,096                |
| 1973 | 1º de julho | Schaefer 500               | Peter Revson    | A. J. Foyt        | A. J. Foyt Enterprises      | Coyote    | Foyt     | 200               | 804,672           | 3:26:58 | 233,271                |
| 1974 | 30 de junho | Schaefer 500               | Bobby Unser     | Johnny Rutherford | Bruce McLaren Motor Racing  | McLaren   | Offy     | 200               | 804,672           | 3:11:27 | 252,186                |
| 1975 | 29 de junho | Schaefer 500               | Gordon Johncock | A. J. Foyt        | A. J. Foyt Enterprises      | Coyote    | Foyt     | 170*              | 683,971           | 3:01:13 | 226,454                |
| 1976 | 27 de junho | Schaefer 500               | Johnny Parsons  | Al Unser          | Vel’s Parnelli Jones Racing | Parnelli  | Cosworth | 200               | 804,672           | 3:28:53 | 231,137                |
| 1977 | 26 de junho | Schaefer 500               | A. J. Foyt      | Tom Sneva         | Penske Racing               | McLaren   | Cosworth | 200               | 804,672           | 3:17:12 | 244,831                |
| 1978 | 25 de junho | Schaefer 500               | Danny Ongais    | Al Unser          | Chaparral Cars              | Chaparral | Cosworth | 200               | 804,672           | 3:30:53 | 228,947                |
| 1979 | 24 de junho | Music 500                  | A. J. Foyt      | A. J. Foyt        | A. J. Foyt Enterprises      | Parnelli  | Cosworth | 200               | 804,672           | 3:42:14 | 217,253                |
| 1980 | 22 de junho | True Value 500             | Bobby Unser     | Bobby Unser       | Penske Racing               | Penske    | Cosworth | 200               | 804,672           | 3:18:04 | 243,742                |
| 1981 | 14 de junho | Van Scoy Diamond Mines 500 | A. J. Foyt      | A. J. Foyt        | A. J. Foyt Enterprises      | March     | Cosworth | 122*              | 490,850           | 2:13:23 | 220,796                |

- 1975 e 1981: A corrida foi encerrada antes devido à chuva[1].

### CART(1982-1989)
| Ano  | Data         | Evento             | Pole               | Vencedor       | Vencedor             | Vencedor | Vencedor        | Distância Corrida | Distância Corrida | Duração | Velocidade Média(km/h) |
| Ano  | Data         | Evento             | Pole               | Piloto         | Equipe               | Chassi   | Motor           | Voltas            | km                | Duração | Velocidade Média(km/h) |
| ---- | ------------ | ------------------ | ------------------ | -------------- | -------------------- | -------- | --------------- | ----------------- | ----------------- | ------- | ---------------------- |
| 1982 | 15 de agosto | Domino's Pizza 500 | Rick Mears         | Rick Mears     | Penske Racing        | Penske   | Cosworth        | 200               | 804,672           | 3:25:39 | 234,769                |
| 1983 | 14 de agosto | Domino's Pizza 500 | Tom Sneva          | Teo Fabi       | Forsythe Racing      | March    | Cosworth        | 200               | 804,672           | 3:42:28 | 217,023                |
| 1984 | 19 de agosto | Domino's Pizza 500 | Rick Mears         | Danny Sullivan | Doug Shierson Racing | Lola     | Cosworth        | 200               | 804,672           | 3:38:29 | 220,968                |
| 1985 | 18 de agosto | Domino's Pizza 500 | Rick Mears         | Rick Mears     | Penske Racing        | March    | Cosworth        | 200               | 804,672           | 3:17:47 | 244,099                |
| 1986 | 17 de agosto | Domino's Pizza 500 | Michael Andretti   | Mario Andretti | Newman/Haas Racing   | Lola     | Cosworth        | 200               | 804,672           | 3:17:13 | 244,791                |
| 1987 | 16 de agosto | Pocono 500         | Mario Andretti     | Rick Mears     | Penske Racing        | March    | Chevrolet-Ilmor | 200               | 804,672           | 3:11:50 | 251,658                |
| 1988 | 21 de agosto | Quaker State 500   | Rick Mears         | Bobby Rahal    | Truesports           | Lola     | Judd            | 200               | 804,672           | 3:44:21 | 215,190                |
| 1989 | 20 de agosto | Pocono 500         | Emerson Fittipaldi | Danny Sullivan | Penske Racing        | Penske   | Chevrolet-Ilmor | 200               | 804,672           | 2:55:43 | 274,747                |

### IndyCar Series(2013-2019)
| Ano  | Data               | Evento             | Vencedor           | Vencedor            | Vencedor     | Vencedor  | Distância Corrida | Distância Corrida | Duração | Velocidade Média(km/h) |
| Ano  | Data               | Evento             | Piloto             | Equipe              | Chassi       | Motor     | Voltas            | km                | Duração | Velocidade Média(km/h) |
| ---- | ------------------ | ------------------ | ------------------ | ------------------- | ------------ | --------- | ----------------- | ----------------- | ------- | ---------------------- |
| 2013 | 7 de julho         | Pocono IndyCar 400 | Scott Dixon        | Chip Ganassi Racing | Dallara      | Honda     | 160               | 643,738           | 2:04:26 | 310,385                |
| 2014 | Pocono IndyCar 500 | 6 de julho         | Juan Pablo Montoya | Team Penske         | Dallara DW12 | Chevrolet | 200               | 804,672           | 2:28:13 | 325,734                |
| 2015 | ABC Supply 500     | 23 de agosto       | Ryan Hunter-Reay   | Andretti Autosport  | Dallara DW12 | Honda     | 200               | 804,672           | 3:25:08 | 235,359                |
| 2016 | ABC Supply 500     | 22 de agosto*      | Will Power         | Team Penske         | Dallara DW12 | Chevrolet | 200               | 804,672           | 2:46:29 | 290,001                |
| 2017 | ABC Supply 500     | 20 de agosto       | Will Power         | Team Penske         | Dallara DW12 | Chevrolet | 200               | 804,672           | 2:43:17 | 295,696                |
| 2018 | ABC Supply 500     | 19 de agosto       | Alexander Rossi    | Andretti Autosport  | Dallara DW12 | Honda     | 200               | 804,672           | 2:36:49 | 307,874                |
| 2019 | ABC Supply 500     | 18 de agosto       | Will Power         | Team Penske         | Dallara DW12 | Chevrolet | 128*              | 514,88            | 1:53:45 | 271,611                |

- 1975, 1981, e 2019: Corridas encurtadas devido à chuva.
- 2016: Corrida adiada de domingo para segunda-feira devido à chuva.

## Ligações Externas
- (em inglês) Indy Racing League - Site oficial
- (em inglês) Pocono Raceway - Site oficial
- (em inglês) ChampCarStats.com - Poles e Vencedores
- (em inglês) Race-Database.com - Poles e Vencedores